# Polska na Halowych Mistrzostwach Europy w Lekkoatletyce 1998
Polska na Halowych Mistrzostwach Europy w Lekkoatletyce 1998 – reprezentacja Polski podczas zawodów w Walencji zdobyła sześć medali w tym trzy złote. W klasyfikacjach: medalowej i punktowej Polska zajęła trzecie miejsce za Niemcami i Rosją.

## Wyniki reprezentantów Polski

### Mężczyźni
- bieg na 60 m
  - Marcin Krzywański zajął 4. miejsce
  - Ryszard Pilarczyk zajął 5. miejsce
- bieg na 400 m
  - Robert Maćkowiak zajął 3. miejsce
  - Tomasz Czubak zajął 4. miejsce
- bieg na 1500 m
  - Leszek Zblewski zajął 5. miejsce
- bieg na 60 m przez płotki
  - Tomasz Ścigaczewski zajął 2. miejsce
  - Ronald Mehlich zajął 8. miejsce
- skok wzwyż
  - Artur Partyka zajął 1. miejsce
- siedmiobój
  - Sebastian Chmara zajął 1. miejsce

### Kobiety
- bieg na 200 m
  - Kinga Leszczyńska odpadła w półfinale
- bieg na 800 m
  - Aleksandra Dereń odpadła w eliminacjach
  - Dorota Fiut odpadła w eliminacjach
- bieg na 1500 m
  - Lidia Chojecka zajęła 2. miejsce
- bieg na 60 m przez płotki
  - Anna Leszczyńska zajęła 4. miejsce
- pchnięcie kulą
  - Krystyna Danilczyk zajęła 4. miejsce
- pięciobój
  - Urszula Włodarczyk zajęła 1. miejsce